# 寶瓶座矮星系
寶瓶座矮星系 (AqrDIG) 是位於寶瓶座內的一個矮不規則星系，最初是在1966年被登錄在DDO巡天的目錄上。它最特別的特徵是少數顯示出藍移的星系之一，以137 公里/秒朝向銀河系運動。
李等人在1999年明確的認定AqrDIG是本星系群的成員並且使用紅巨星分支技術得知其距離為950 ± 50 千秒差距。它距離集團質量中心的距離也是950 千秒差距，這意味著AqrDIG在空間上可能是被隔離著的。相較於SagDIG他顯然暗淡了許多。